# Ponta do Leme Velho
Ponta do Leme Velho är en udde i Kap Verde.   Den ligger i kommunen Sal, i den nordöstra delen av landet, 200 km norr om huvudstaden Praia.
Terrängen inåt land är platt. Havet är nära Ponta do Leme Velho åt sydost. Närmaste större samhälle är Santa Maria, 2,6 km nordväst om Ponta do Leme Velho. 